# Pardosa tridentis
Pardosa tridentis là một loài nhện trong họ Lycosidae.
Loài này thuộc chi Pardosa. Pardosa tridentis được Lodovico di Caporiacco miêu tả năm 1935.